# 너태시아 디미트리우
너태시아 디미트리우(Natasia Demetriou)는 잉글랜드의 코미디언, 배우, 영화 각본가이다.